# Antonina thaiensis
Antonina thaiensis är en insektsart som beskrevs av Takahashi 1942. Antonina thaiensis ingår i släktet Antonina och familjen ullsköldlöss. Inga underarter finns listade i Catalogue of Life.